# Nation of Two
Nation of Two è il secondo album in studio del cantante australiano Vance Joy, pubblicato nel 2018.

## Tracce
1. Call If You Need Me – 2:43
2. Lay It on Me – 3:35
3. We're Going Home – 3:27
4. Saturday Sun – 3:34
5. Take Your Time – 3:40
6. I'm with You – 4:01
7. Like Gold – 3:44
8. Alone with Me – 4:26
9. Crashing Into You – 3:09
10. One of These Days – 2:58
11. Little Boy – 3:23
12. Bonnie & Clyde – 3:15
13. Where We Start – 3:20

## Classifiche
| Classifica (2018) | Posizione raggiunta |
| ----------------- | ------------------- |
| Australia         | 1                   |
| Regno Unito       | 32                  |
| Stati Uniti       | 10                  |